# Burrel
Burrel este un oraș din Albania, centrul districtului Mat, situat în nordul țării, la 91 km de Tirana. Populația orașului este 62.000 locuitori, conform recensământului din 2003. În trecut orașul a avut ca principală preocupare mineritul, dar în prezent marea majoritate a minelor sunt închise.
În timpul conflictului din Kosovo, Burrel, a funcționat ca tabără pentru 2000 de refugiați.